# Estación de La Gudiña-Porta de Galicia
La Gudiña-Porta de Galicia (en gallego y oficialmente A Gudiña-Porta de Galicia) es una estación ferroviaria española de alta velocidad situada en la localidad española de La Gudiña, en la provincia de Orense, comunidad autónoma de Galicia. Tiene servicios de larga distancia.

## Denominación
La estación recibe el añadido de Porta de Galicia, que en gallego significa "puerta de Galicia", en referencia a su situación en la entrada a Galicia de la línea ferroviaria, siendo esta la primera estación en territorio gallego. También sirve para distinguirla de la estación de La Gudiña de la línea convencional.

## Situación ferroviaria
La estación se encuentra en el punto kilométrico 382,613 de la línea férrea de alta velocidad que une Olmedo con Galicia, entre las estaciones de Sanabria AV y Orense.

## Historia
La estación fue inaugurada el 20 de diciembre de 2021, al mismo tiempo que entró en servicio el tramo Sanabria-Orense de la Línea de alta velocidad Madrid-Zamora-Galicia.
En abril de 2023 Adif AV puso en servicio una senda peatonal de unos 100 m de longitud para acceso de pasajeros a la estación desde el núcleo de La Gudiña.